# Segunda División 1945-1946 (Spagna)
L'edizione 1945-46 della Segunda División fu il quindicesimo campionato di calcio spagnolo di seconda divisione. Il campionato vide la partecipazione di 14 squadre. Le prime due ottennero la promozione in Primera División mentre le ultime due retrocessero in Tercera División. Erano previsti anche i playoff.

## Classifica finale
|  |     | Classifica finale 1945-46 | Pt | G  | V  | N | P  | GF | GS | DR  |
|  | --- | ------------------------- | -- | -- | -- | - | -- | -- | -- | --- |
|  | 1.  | Sabadell                  | 35 | 26 | 14 | 7 | 5  | 50 | 29 | +21 |
|  | 2.  | Deportivo La Coruña       | 33 | 26 | 14 | 5 | 7  | 38 | 28 | +10 |
|  | 3.  | Gimnàstic                 | 29 | 26 | 12 | 5 | 9  | 50 | 46 | +4  |
|  | 4.  | Granada                   | 29 | 26 | 12 | 5 | 9  | 49 | 35 | +14 |
|  | 5.  | Córdoba                   | 29 | 26 | 13 | 3 | 10 | 36 | 34 | +2  |
|  | 6.  | Real Sociedad             | 27 | 26 | 12 | 3 | 9  | 46 | 33 | +13 |
|  | 7.  | Racing Ferrol             | 25 | 26 | 10 | 5 | 11 | 39 | 52 | -13 |
|  | 8.  | Maiorca                   | 25 | 26 | 8  | 9 | 9  | 37 | 39 | -2  |
|  | 9.  | Racing Santander          | 24 | 26 | 11 | 2 | 13 | 56 | 51 | +5  |
|  | 10. | Real Saragozza            | 24 | 26 | 10 | 4 | 12 | 44 | 53 | -9  |
|  | 11. | Real Betis                | 24 | 26 | 10 | 4 | 12 | 41 | 40 | +1  |
|  | 12. | Xerez FC                  | 22 | 26 | 9  | 4 | 13 | 43 | 59 | -16 |
|  | 13. | Salamanca UDS             | 20 | 26 | 8  | 4 | 14 | 43 | 59 | -13 |
|  | 14. | Ceuta                     | 18 | 26 | 8  | 2 | 16 | 35 | 58 | -23 |

## Playoff
| Espanyol | 0-0 |  | 3-0 | Gimnàstic |

## Playout
| Xerez FC | 0-2 | Barakaldo |

## Record
- Maggior numero di vittorie:  Sabadell,  Deportivo La Coruña  (14)
- Minor numero di sconfitte:  Sabadell (5)
- Migliore attacco:  Racing Santander (56 reti segnate)
- Miglior difesa:  Deportivo La Coruña (28 reti subite)
- Miglior differenza reti:  Sabadell (+21)
- Maggior numero di pareggi:  Maiorca (9)
- Minor numero di pareggi:  Racing Santander,  Ceuta (2)
- Maggior numero di sconfitte:  Ceuta (16)
- Minor numero di vittorie:  Maiorca,  Salamanca UDS,  Ceuta (8)
- Peggior attacco:  Ceuta (35 reti segnate)
- Peggior difesa:  Xerez FC (59 reti subite)
- Peggior differenza reti:  Ceuta (-23)

## Verdetti
- Sabadell e  Deportivo La Coruña promosse in Primera División spagnola 1946-1947.
- Salamanca UDS,   Ceuta e  Xerez FC retrocesse in Tercera División.